# 4 Satin
4 Satin – debiutancki minialbum zespołu Mogwai wydany w 1997 roku.

## Historia minialbumu
4 Satin, debiutancki minialbum zespołu Mogwai, wydany 26 maja 1997 roku w Stanach Zjednoczonych przez wytwórnię Jetset jako CD oraz 2 czerwca w Wielkiej Brytanii przez Chemikal Underground jako EP.

## Lista utworów
Lista utworów na CD według Discogs:
| Nr | Tytuł utworu         | Uwagi                                                            | Długość |
| -- | -------------------- | ---------------------------------------------------------------- | ------- |
| 1. | „Superheroes Of BMX” | nagrywanie, miksowanie: Andy Miller                              | 8:03    |
| 2. | „Now You’re Taken”   | nagrywanie, miksowanie: Jamie Harley, tekst, śpiew: Aidan Moffat | 6:59    |
| 3. | „Stereodee”          | nagrywanie, miksowanie: Paul Savage                              | 13:37   |
|    |                      |                                                                  | 28:39   |

Lista utworów na EP według Discogs:
Side A
| 1. | Superheroes Of BMX | 8:03  |
|    |                    |       |
| 2. | Now You’re Taken   | 6:59  |
|    |                    |       |
|    |                    | 15:02 |
|    |                    |       |
Side B
| 1. | Stereodee | 13:37 |
|    |           |       |
|    |           | 13:37 |
|    |           |       |

## Muzycy
- Dominic Aitchison,
- John Cummings,
- Martin Bulloch,
- Stuart Leslie Braithwaite

Zdjęcie na okładce i układ graficzny – Vic (Victoria Braithwaite).
W utworze „Superheroes Of BMX” znalazła się rozmowa telefoniczna pomiędzy Stuartem Braithwaite a Davidem Jackiem.
Okładka wersji winylowej przedstawia diabelski młyn, natomiast okładka wersji kompaktowej – nocne niebo.

## Odbiór

### Opinie krytyków
W opinii zespołu redakcyjnego AllMusic „bezsprzecznie najlepszymi utworami są ‘Now You’re Taken’ i ‘Stereodee’, zaś cała EP-ka to „wizytówka zespołu, dla którego punk rock i free-form jazz zawsze były ze sobą powiązane, a grunge był tylko kolejnym drobnym przebłyskiem na radarze martwej formy sztuki”.
Stephen Thomas Erlewine uważa, że „4 Satin nie jest wielkim skokiem naprzód, ale raczej małym, pewnym krokiem do przodu, pokazującym, że Mogwai rozwija się w wyjątkowo fascynujący zespół”.

### Listy tygodniowe
| Kraj            | Lista            | Pozycja |
| --------------- | ---------------- | ------- |
| Wielka Brytania | UK Singles Chart | 94      |